# Hans Trummler
Hans Trummler (* 24. Oktober 1900 in Friedrichroda; † 22. Oktober 1948 in Landsberg am Lech) war ein deutscher Kaufmann, SA-Führer, SS-Führer und Polizist in der Zeit des Nationalsozialismus.

## Leben
Am Ersten Weltkrieg nahm Trummler als Soldat im Infanterie-Regiment 104 teil. Im Jahr 1919 war er zunächst bei den Sächsischen Grenzjägern und dann bis 1920 im Freiwilligen-Bataillon Leipzig.
Trummler absolvierte eine Banklehre, studierte dann an der Universität Leipzig Wirtschaftswissenschaften und schloss das Studium 1923 mit Promotion (Dr. rer. pol.) ab.
Trummler war zunächst Direktionssekretär bei der Commerz- und Privatbank in Zittau, dann Sachbearbeiter bei der Gothaer Feuerversicherung und schließlich Personalchef bei den Horch-Werken in Zwickau. Von 1927 bis 1933 war er im Geschäft seines Vaters tätig.
Trummler trat 1928 der NSDAP (Mitgliedsnummer 73.599) und der SA bei. Im Jahr 1932 wurde Trummler SA-Stabsführer in Leipzig. Im Herbst 1933 versuchten interne Gegner vergeblich, ihn aus der SA auszuschließen. Seit Dezember 1933 leitete er als SA-Standartenführer hauptamtlich das SA-Hochschulamt in Leipzig. In dieser Eigenschaft war er Mitglied des Senates der Universität Leipzig und der Handelshochschule Leipzig. Trummler baute in dieser Zeit eine SA-Geländesportschule in Borna auf, wo Professoren und Dozenten aus ganz Deutschland wehrsportlich geschult wurden. Trummler wurde 1934 im Rahmen des Röhm-Putsches verhaftet, kam jedoch wieder frei. Danach baute er im Range eines SA-Oberführers zunächst das Ausbildungslager Mittenwald auf. Am 12. April 1934 erhielt er das Goldene Parteiabzeichen der NSDAP. Im selben Jahr wurde er Abteilungschef beim Stab des SA-Chefs für Aus- und Weiterbildung und mit der Landesführung IV (Sachsen) beauftragt.
Trummler trat 1934 als Standartenführer in die SS (Mitgliedsnr. 254.581) ein. Kurzzeitig leitete er 1935 die Reichssportschule in Burg Neuhaus. Nach Vorwürfen wegen sexuellen Übergriffen gegen die Teilnehmer und finanziellen Unregelmäßigkeiten musste er diesen Posten jedoch bald verlassen. Das Polizeipräsidium Leipzig bescheinigte ihm, ein „Psychopath“ mit „rohem, brutalem Charakter“, dann aber auch wieder mit „kindischem Benehmen“, zu sein. Deswegen wurde ihm im Frühjahr 1936 das Tragen der SS-Uniform untersagt. Im Mai 1936 wurde Trummler als Führer der Grenzüberwachung München eingesetzt und durfte wieder SS-Uniform tragen. Im Januar 1938 war Trummler auch für die Gestapo tätig.
Trummler wurde 1938 SS-Führer beim SD-Hauptamt beziehungsweise ab September 1939 beim RSHA. Er war Kommandeur eines Einsatzkommandos, das unter Udo von Woyrsch mit dem Überfall auf den Sender Gleiwitz im Rahmen des Unternehmens Tannenberg den Überfall auf Polen vorbereitete. Trummler führte dabei die angeblichen Verteidiger und Otto Hellwig die vermeintlichen polnischen Angreifer. Von März 1939 an leitete Trummler die Grenzpolizeischule Pretzsch an der Elbe. Nach Auflösung dieser Ausbildungsstätte wurde das dort tätige Personal im Sommer 1941 in die noch im Bau befindliche Sicherheitspolizeischule Drögen in Fürstenberg/Havel verlegt. Dort stieg er 1941 bis zum SS-Oberführer auf. Ab Anfang Februar 1942 leitete Trummler die neu entstandene Sicherheitspolizeischule Drögen.
Spätestens im Sommer 1944 wurde er Inspekteur der Sicherheitspolizei und des SD (IdS) in Wiesbaden und war zusätzlich von Mitte September 1944 bis Mitte Dezember 1944 Befehlshaber der Sicherheitspolizei und des SD (BdS) in Metz. Trummler leitete die Sicherheitspolizei und den SD Rhein-Westmark unter dem Höheren SS- und Polizeiführer (HSSPF) Jürgen Stroop bis Ende März 1945. Seit Februar 1945 lief gegen Trummler ein Verfahren wegen Untergebenenmisshandlung.
In der Endphase des Zweiten Weltkrieges war er Leiter der nach ihm benannten Kampfgruppe Trummler, welche unter anderem die Bürgermorde von Altötting beging.
Bei Kriegsende wurde Trummler festgenommen und später ins Internierungslager Dachau gebracht. Im Rahmen der Dachauer Prozesse musste er sich mit zwanzig weiteren Angeklagten in einem der Fliegerprozesse für die Beteiligung an der Ermordung US-amerikanischer Piloten verantworten. Am 21. März 1947 wurde Trummler durch ein amerikanisches Militärgericht wegen der Hinrichtung amerikanischer Kriegsgefangener zum Tode verurteilt. Das Urteil wurde am 22. Oktober 1948 im Kriegsverbrechergefängnis Landsberg vollstreckt.

## Werke
- Die Staats- und Domänenforsten im ehemaligen Herzogtum Gotha, Dissertation, Leipzig, 1923 OCLC 315129877